# Sign of the Hammer
Sign of the Hammer je čtvrté studiové album americké heavymetalové skupiny Manowar vydané v roce 1984.
Přestože bylo vydáno ve stejném roce jako předchozí Hail to England, má tato deska hudebně a zvukem blíže spíše ke dvěma prvním album skupiny. Zvláště patrný je hutný zvuk kytar a výraznější bicí. Úvodní All Men Play on 10 je středně rychlá píseň textově orientovaná, stejně jako titulní Sign of the Hammer, na šíření pravého heavy metalu, což Manowar považují za své poslání. Za zmínku stojí také Mountains, první power metalová balada v tvorbě skupiny, po které následovaly další téměř na všech následujících albech. Po tradičním sólu na basovou kytaru Joey DeMaia ve skladbě Thunderpick se deska uzavírá epickou Guyana (Cult of the Damned) s textem inspirovaným masovou sebevraždou z roku 1978 v Chrámu lidu, který vedl reverend Jim Jones.

## Seznam písní
1. "All Men Play on 10" – 4:01
2. "Animals" – 3:34
3. "Thor (The Powerhead)" – 5:23
4. "Mountains" – 7:39
5. "Sign of the Hammer" – 4:18
6. "The Oath" – 4:54
7. "Thunderpick" – 3:31
8. "Guyana (Cult of the Damned)" – 7:10

Autor všech skladeb Joey DeMaio. Autory The Oath jsou Joey DeMaio a Ross The Boss.

## Sestava
- Eric Adams - zpěv
- Ross the Boss - kytara
- Joey DeMaio - baskytara
- Scott Columbus - bicí